# Cosmosoma panopes
Cosmosoma panopes är en fjärilsart som beskrevs av Herrich-Schäffer 1854. Cosmosoma panopes ingår i släktet Cosmosoma och familjen björnspinnare. Inga underarter finns listade i Catalogue of Life.